# Organo della chiesa di San Giovanni a Luneburgo

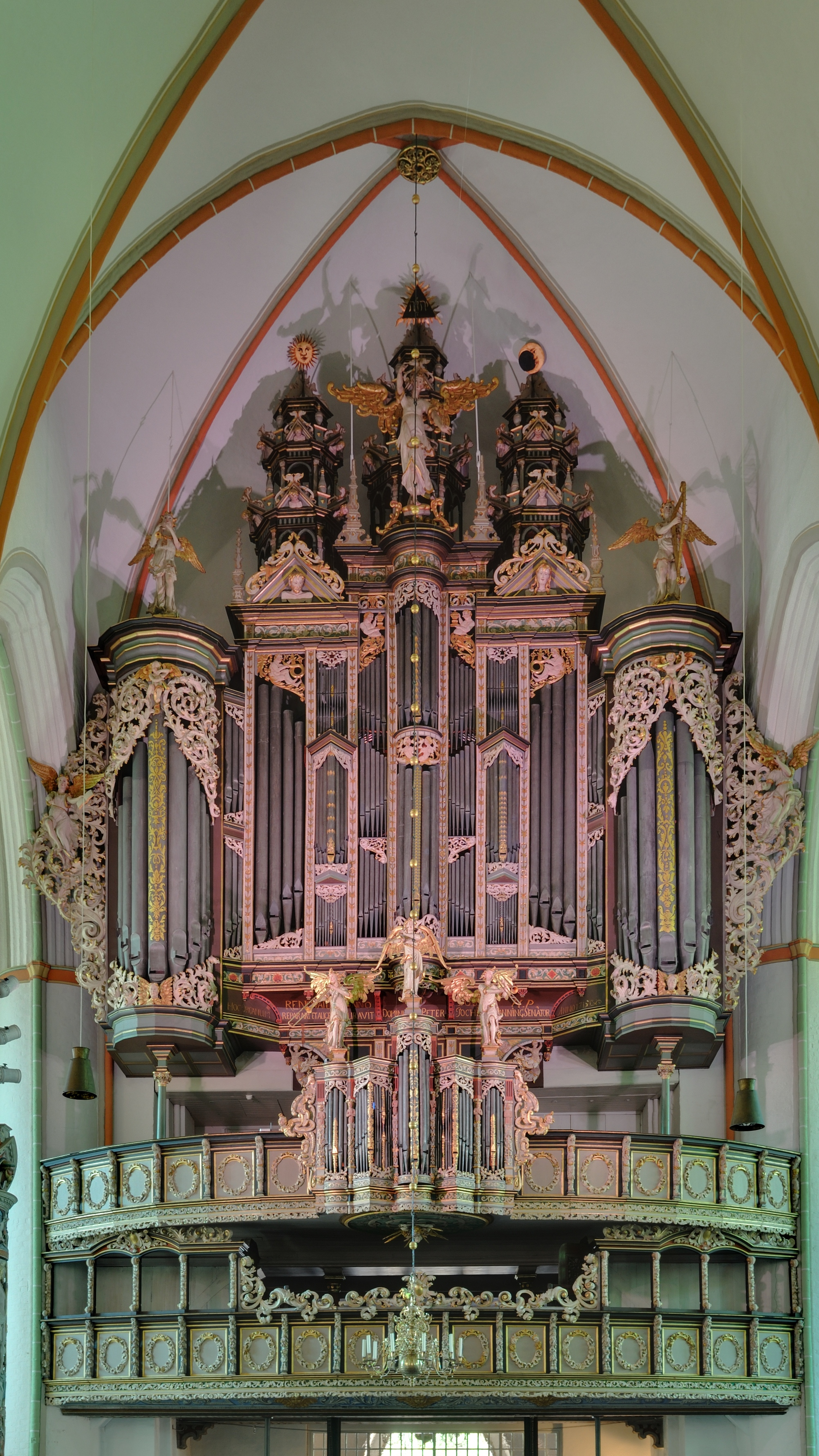
L'organo della chiesa di san Giovanni a Luneburgo.

Con organo della chiesa di San Giovanni ci si riferisce a un organo monumentale costruito per la chiesa omonima di Luneburgo, in Germania.

## Storia
Le prime notizie di un organo all'interno della chiesa di San Giovanni risalgono al 1374. Nel 1551 il consiglio comunale di Lüneburg commissionò agli organari Hendrik Niehoff e Jasper Johansen di 's-Hertogenbosch la costruzione di un nuovo strumento, che venne portata a termine nel 1553. Nel 1578 venne aggiunto da Dirk Hoyer di Amburgo un subbasso da 16'. Su istruzioni di Dietrich Buxtehude, nel 1586 l'organaro Matthias Mahn costruì una nuova cassa allo scopo di poter alloggiare una tromba da 8' e un feldflöte. Nel 1619 Michael Praetorius, nel suo Syntagma musicum, definì lo strumento «il più importante della Germania». Nel 1635 lo strumento subì un restauro da parte di Franz Theodor Kretzschmar e molte delle canne in stagno vennero sostituite. Negli anni 1651-52 venne revisionato da Friedrich Stellwagen.
Nel 1683 Arp Schnitger, constatate le cattive condizioni in cui versava l'organo, propose la costruzione di un nuovo strumento, ma le trattative non giunsero a buon fine. Nel 1714, allora, il consiglio comunale affidò i lavori a Matthias Dropa, il quale accettò. Dropa, tuttavia, non demolì completamente l'organo esistente, ma decise di riutilizzare parte del materiale e di arricchirlo con diversi nuovi registri. Le torri del pedale vennero ornate con elementi barocchi, i somieri a molla furono sostituiti con somieri a tiro e la cassa rinascimentale venne ridecorata secondo il gusto barocco.
Georg Böhm, titolare di quest'organo da 1698 al 1733, forse diede al giovane Johann Sebastian Bach alcune lezioni su questo strumento durante la permanenza dello stesso Bach a Lüneburg (1700-1703).
Un restauro, effettuato nel 1850 da Eduard Meyer, reinstallò i somieri a tiro. Oskar Walcker, nel 1926, intervenne nuovamente sui somieri, e, nel 1926, installò la trasmissione pneumatica e aggiunse un quarto manuale. Negli anni 1952-53 Rudolf von Beckerath operò un nuovo approfondito restauro, ripristinando la trasmissione meccanica. Negli anni sessanta si dovette intervenire per riparare alcune fenditure provocate dall'essiccazione del legno. Nel 1975-76 von Beckerath montò dei nuovi somieri e rimosse il quarto manuale, mentre nel 1992 aggiunse un trombone da 32'. Complessivamente, nei suoi interventi, von Beckerath cercò di riportare lo strumento nello stato in cui si trovava ai tempi di Georg Böhm. Dal 2007 al 2009 è stato condotto un nuovo restauro a opera della ditta svizzera Männedorf Kuhn.

## Struttura
Attualmente l'organo è a trasmissione interamente meccanica, la pressione del vento è di 75 mm in colonna d'acqua, il corista del La corrisponde a 453 Hz e il temperamento è equabile. La disposizione fonica è la seguente:
| Primo manuale - Rückpositiv |        |       |
| Prinzipal                   | 8'     | N     |
| Gedackt                     | 8'     | B     |
| Quintadena                  | 8'     | N     |
| Oktave                      | 4'     | N/D/B |
| Rohrflöte                   | 4'     | M/B   |
| Sesquialtera                | II     | D/B   |
| Waldflöte                   | 2'     | M/B   |
| Sifflöte                    | 1' 1/3 | B     |
| Scharff V-VII               | 1'     | B     |
| Dulzian                     | 16'    | D     |
| Bärpfeife                   | 8'     | B     |
| Tremulant                   |        |       |

| Secondo manuale - Hauptwerk |        |     |
| Prinzipal                   | 16'    | N/K |
| Quintadena                  | 16'    | D   |
| Oktave                      | 8'     | D/M |
| Gedackt                     | 8'     | M   |
| Oktave                      | 4'     | N/D |
| Nachthorn                   | 4'     | M   |
| Quinte                      | 2' 2/3 | D/M |
| Oktave                      | 2'     | N/D |
| Bauernflöte                 | 2'     | M   |
| Mixtur VI-VIII              | 1' 1/3 | D/B |
| Scharff IV-V                | 2/3'   | B   |
| Trompete                    | 16'    | D/B |
| Trompete                    | 8'     | N/B |
| Schalmey                    | 4'     | B   |

| Terzo manuale - Oberwerk |        |     |
| Prinzipal                | 8'     | N   |
| Rohrflöte                | 8'     | N   |
| Oktave                   | 4'     | D   |
| Blockflöte               | 4'     | M   |
| Nasat                    | 2' 2/3 | N   |
| Gemshorn                 | 2'     | N   |
| Terzian                  | II     | B   |
| Oktave                   | 1'     | B   |
| Mixtur V-VI              | 1'     | M/B |
| Zimbel III               | 1/6'   | B   |
| Trompete                 | 8'     | B   |
| Dulzian                  | 8'     | D/B |
| Tremulant                |        |     |

| Pedal          |     |     |
| Prinzipal      | 16' | D   |
| Untersatz      | 16′ | H   |
| Oktave         | 8'  | D   |
| Gedackt        | 8'  | D   |
| Oktave         | 4'  | D   |
| Nachthorn      | 2'  | D   |
| Bauernflöte    | 1'  | M   |
| Rauschpfeife   | II  | M   |
| Mixtur VI-VIII | 2'  | D/B |
| Posaune        | 32' | D/B |
| Posaune        | 16' | D/B |
| Trompete       | 8'  | D/B |
| Trompete       | 4'  | M/B |
| Kornett        | 2'  | B   |

- Accoppiamenti: III/II, I/II, III/P, II/P, I/P.

N = Hendrik Niehoff (1553).
H = Dirck Hoyer (1578).
K = Franz Theodor Kretzschmar (1635).
D = Matthias Dropa (1715).
M = XIX secolo, soprattutto Eduard Meyer.
B = Rudolf von Beckerath (1952-1992).

## Galleria d'immagini

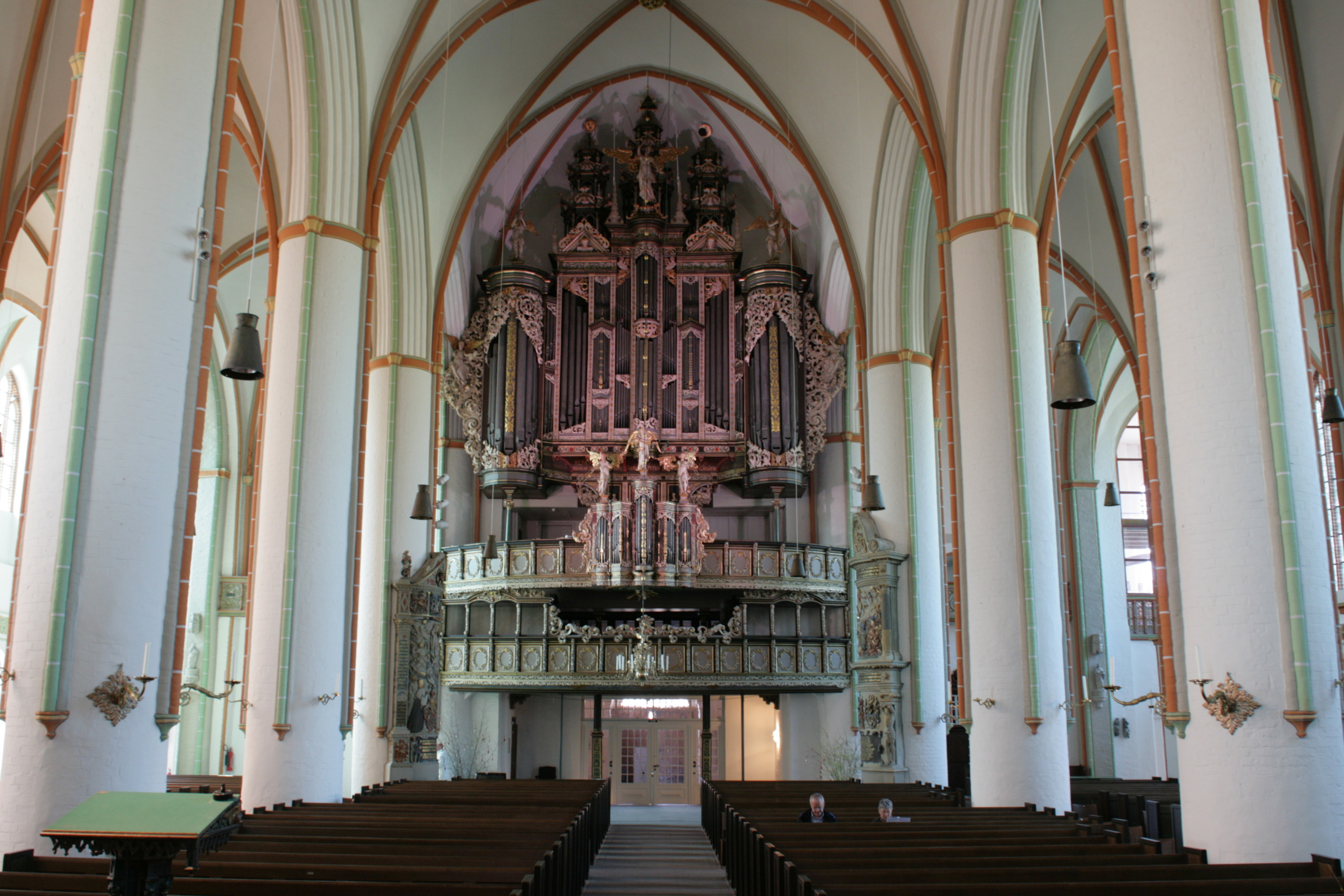
La navata della chiesa.
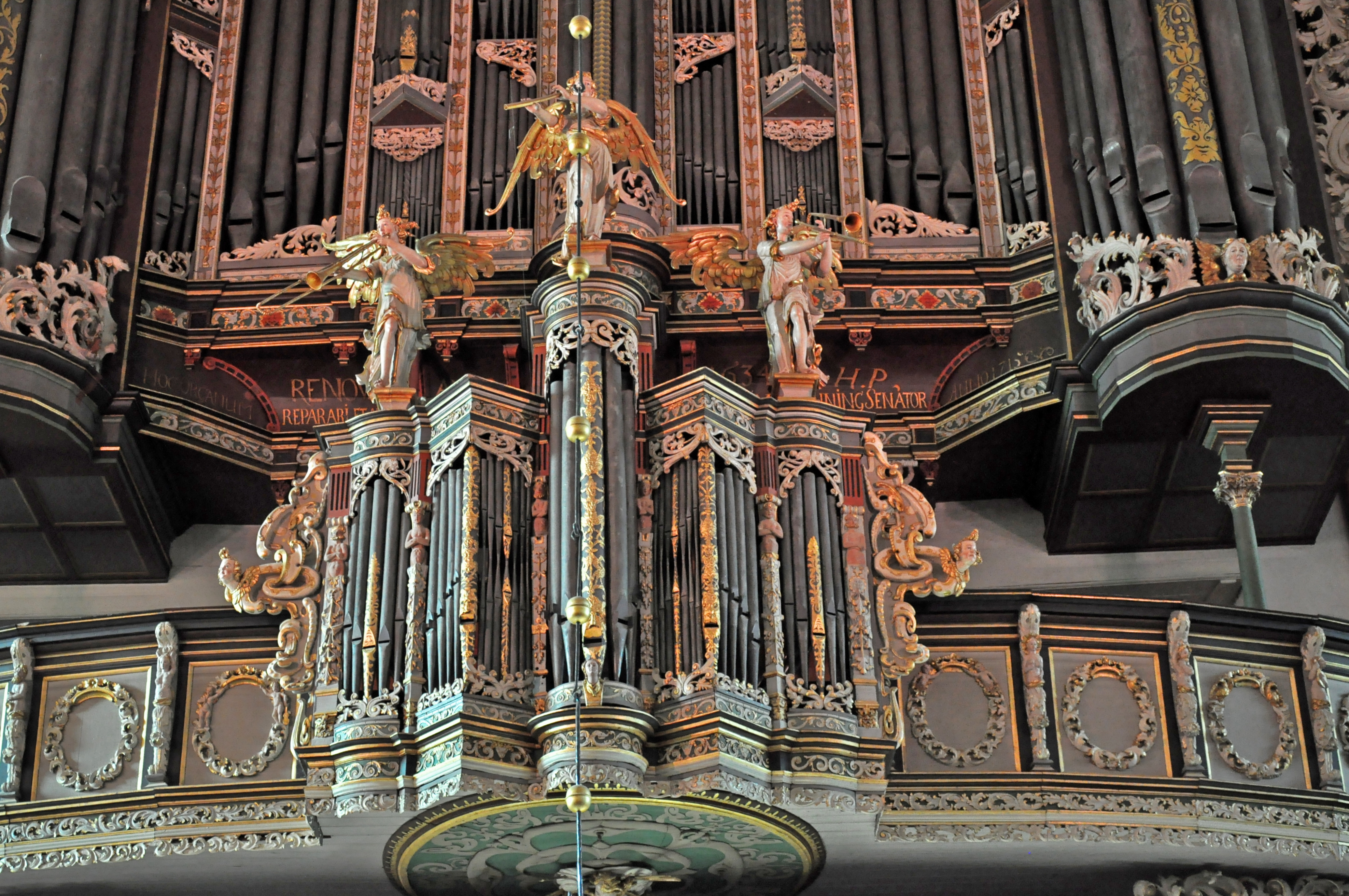
Particolare della cassa.
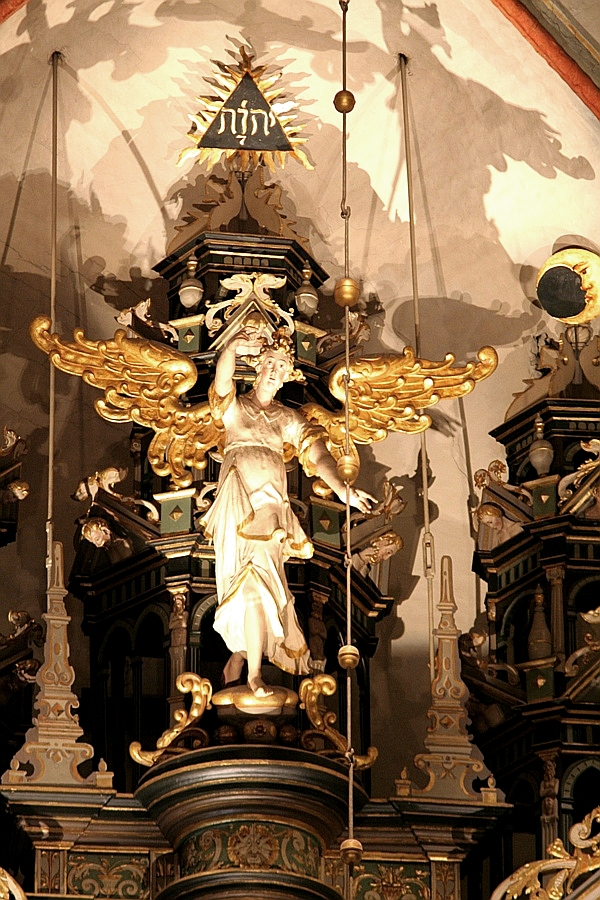
Particolare delle decorazioni.